# Pademawu Barat
Pademawu Barat is een bestuurslaag in het regentschap Pamekasan van de provincie Oost-Java, Indonesië. Pademawu Barat telt 5791 inwoners (volkstelling 2010).